# Cathédrale de Santander
La cathédrale de Santander (en espagnol : Catedral de Nuestra Señora de la Asunción de Santander), ou cathédrale de l'Assomption de la Vierge Marie est située dans la ville espagnole de Santander. Sa structure est principalement gothique, bien qu'elle ait été agrandie et rénovée dans les derniers temps.

## Histoire
La cathédrale est un complexe historique monumental construit entre les XIIe et XIVe siècles sur l'ancienne abbaye de Santander, un ancien monastère dédié aux saints Hémétère et Chélidoine.
L'église fut construite à partir du VIIIe siècle sur la colline connue sous le nom de « Cerro Somorrostro », là où se trouvait la colonie romaine de « Portus Victoriae Iuliobrigensium », afin de préserver la sécurité des reliques des saints martyrisés à Calahorra cinq siècles auparavant, lorsque leurs crânes ont été translatés à Santander par ceux qui fuyaient l'invasion musulmane de la péninsule ibérique.
La construction de l'étage inférieur date du XIIe siècle, elle a été faite « église collégiale » sous le titre de la Collégiale de los Santos Cuerpos en 1131 par le roi Alphonse VII de León et Castille. Sa reconstruction dans sa forme actuelle a été lancée par Alphonse VIII de Castille.
L'étage supérieur de l'église a été construit entre la fin du XIIe siècle et le début du XIVe siècle. Enfin, ce fut au tour du cloître gothique.
Le portail principal, construit autour de 1230, est d'un intérêt particulier, car il contient le premier blason montrant des lions et des châteaux ensemble, après l'unification de la Castille et Leon à l'époque de Ferdinand III de Castille.

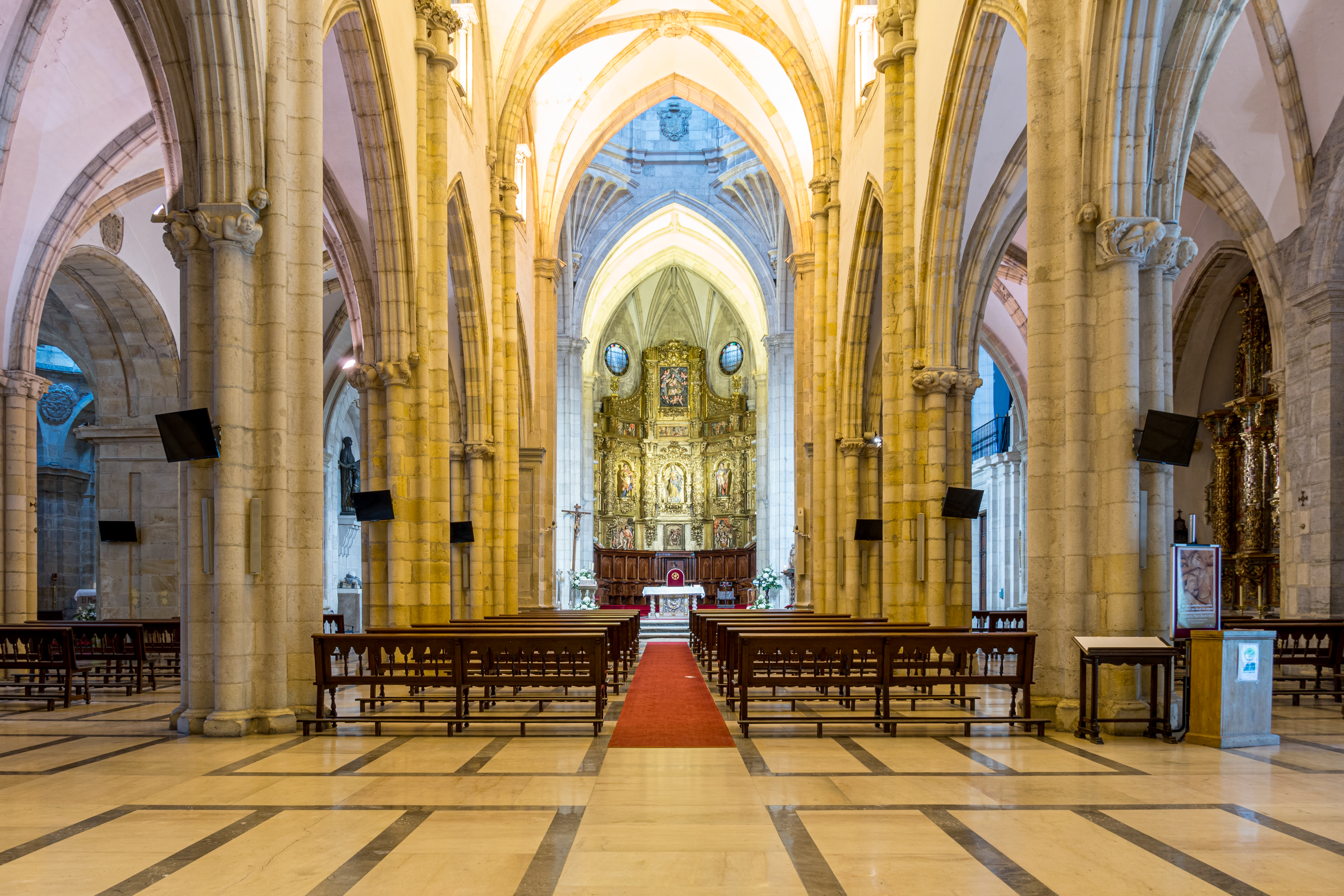
L'intérieur.

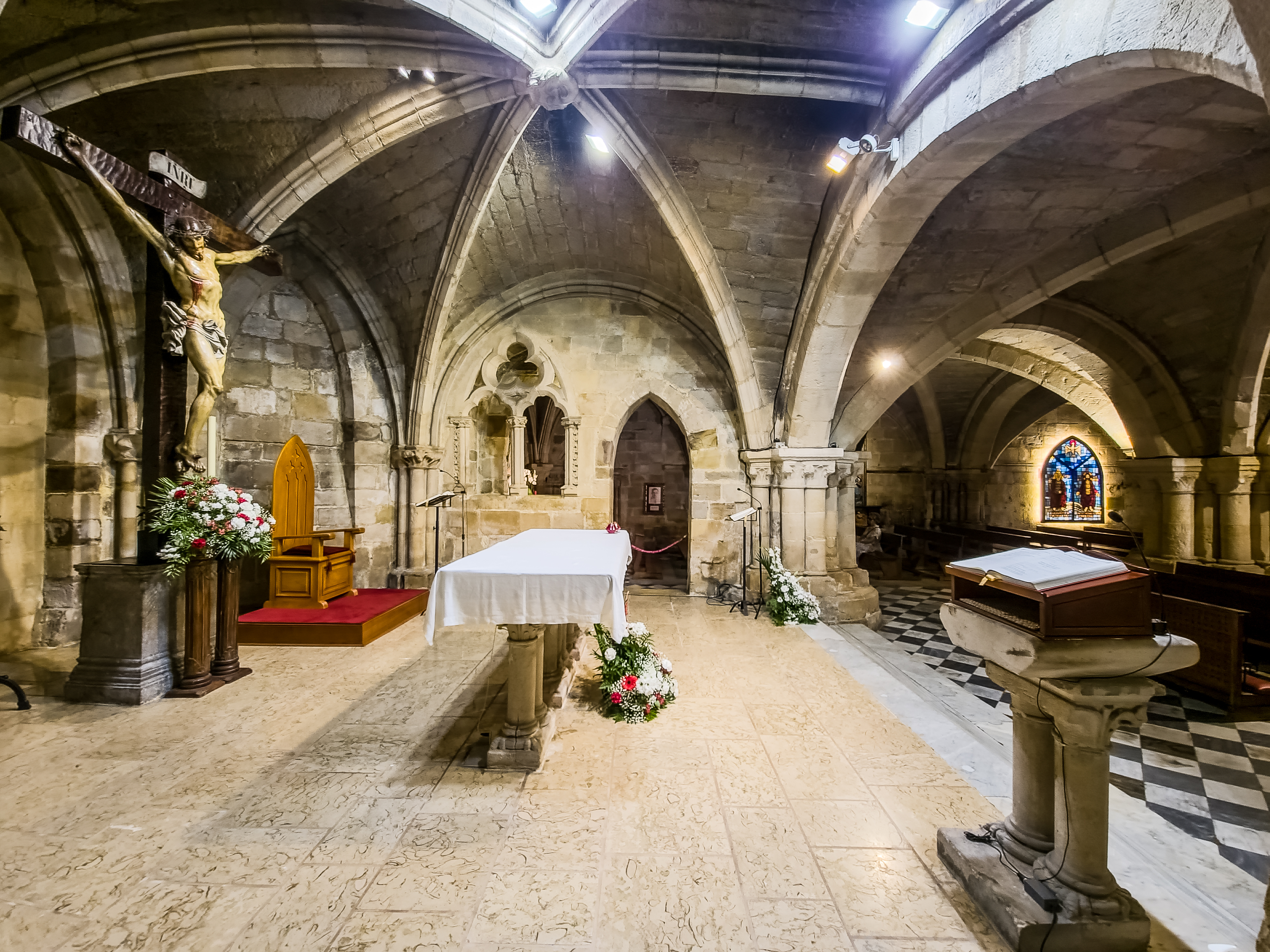
La crypte, dite aussi l'église du Christ.

L'église a été élargie aux XVIe et XVIIe siècles, en intégrant de nouvelles chapelles.
En 1754, le diocèse de Santander a été créé, et la collégiale a été transformée en une cathédrale par le pape Benoît XIV, en tant que siège du nouvel évêque de la ville.
L'édifice a subi des dommages considérables à la suite de l'explosion du bateau à vapeur « Cabo Machichaco » dans le port en 1893. Après avoir survécu à la guerre civile espagnole, il a subi de graves dommages dans l'incendie de Santander de 1941, et a nécessité une reconstruction importante et des réparations de 1942 à 1953, quand il a été rouvert. Les architectes chargés de cette tâche ont été José Manuel Bringas et Juan José Resines del Castillo.
La restauration respectueuse de l'architecture originelle, permet d'apprécier de la qualité architecturale du monument.
L'église possède aussi le titre de basilique religieuse et abrite aussi le tombeau de Marcelino Menéndez y Pelayo  qui est un polygraphe et érudit espagnol.

## Source
- (en) Cet article est partiellement ou en totalité issu de l’article de Wikipédia en anglais intitulé « Santander Cathedral » (voir la liste des auteurs).